# Saldula exulans
Saldula exulans är en insektsart som först beskrevs av White 1878.  Saldula exulans ingår i släktet Saldula och familjen strandskinnbaggar. Inga underarter finns listade i Catalogue of Life.